# Andros Townsend
Andros Darryl Townsend, född 16 juli 1991, är en engelsk fotbollsspelare som spelar som yttermittfältare för Antalyaspor. Han har representerat Englands U16, U17, U19, U21 samt A-landslag.

## Klubbkarriär
Townsend placerades utanför Tottenhams trupp den 4 november 2015 efter en dispyt med klubbens fystränare. Efter att ha bett om ursäkt tillät Mauricio Pochettino Townsend att återvända till truppen den 17 november och menade att frågan var utagerad. Han gjorde dock inget framträdande för Tottenhams representationslag efter händelsen och var en oanvänd avbytare tre gånger, sista gången den 10 december. Efter att inte ha startat i någon ligamatch under säsongen kom Tottenham den 26 januari 2016 överens med Newcastle United om en övergångssumma för Townsend, enligt uppgift 12 miljoner pund.
Den 20 juli 2021 flyttade Townsend från Crystal Palace till Everton efter hans kontrakt gått ut. Han skrev på ett tvåårskontrakt med klubben. Den 11 oktober 2023 skrev Townsend på ett korttidskontrakt med Luton Town. I januari 2024 skrev han på ett långtidskontrakt med klubben.
Den 12 september 2024 värvades Townsend av turkiska Antalyaspor, där han skrev på ett tvåårskontrakt.

## Landslagskarriär
Den 27 augusti 2013 blev Townsend inkallad till Englands A-landslags trupp för VM-kvalmatcherna mot Moldavien och Ukraina.